# Vriesea brusquensis
Vriesea brusquensis là một loài thuộc chi Vriesea. Đây là loài đặc hữu của Brasil.